# Anas Bani Yaseen
Anas Walid Khaled Bani Yaseen (arabe : أنس وليد بني ياسين), né le 29 novembre 1988 à Irbid en Jordanie, est un footballeur international jordanien, qui évolue au poste de défenseur central à Al-Hussein.

## Biographie

### Carrière en sélection
Avec l'équipe de Jordanie, il possède 58 sélections (avec un but inscrit) depuis 2008.
Il figure dans le groupe des sélectionnés lors des Coupes d'Asie des nations de 2011 et de 2015. La sélection jordanienne atteint les quarts de finale de la compétition en 2011.
Il dispute également la Coupe du monde des moins de 20 ans 2007 organisée au Canada. Il joue trois matchs lors du mondial.
Le 6 janvier 2019, en ouverture du Groupe B de la Coupe d'Asie 2019, il marque de la tête contre l'Australie, tenante du titre. Unique buteur de la rencontre (0-1), il permet ainsi à son équipe de créer la première surprise de la compétition.

## Palmarès

### En club
| Qadsia SC - Coupe du Koweït - Vainqueur en 2012 - Champion du Koweït - Champion en 2012 |

### Distinctions personnelles
- Homme du match contre l'Australie lors de la Coupe d'Asie 2019.